# Friedrich Lohmann (Unternehmer, 1755)
Johann Friedrich Lohmann der Ältere (* 29. August 1755 in Schwelm; † 20. Juni 1824 in Witten) war ein deutscher Kaufmann aus Schwelm und Begründer der Wittener Stahlindustrie. Die Friedr. Lohmann GmbH wird als Familienunternehmen in siebter Generation der Familie Lohmann geleitet.

## Leben
Im Jahr 1790 siedelte Johann Friedrich Lohmann der Ältere von Schwelm nach Witten über. Bereits zwei Jahre zuvor hatte er dort das Haus Berge gepachtet, mit der Absicht, ein Stahlwerk einzurichten. 1798 wurde der Pachtvertrag verlängert und auf  die Kornmühle am Mühlengraben ausgedehnt, so dass das Unternehmen das dazugehörende Wasserrecht nutzen konnte. 1815 erwarb Lohmann das Haus Berge samt allen Ländereien und Rechten.
In seinem Stahlwerk wollte Johann Friedrich Lohmann d. Ä. Siegerländer Eisen zu Zementstahl verarbeiten und daraus Feilen herstellen.
Im Jahr 1800 fasste er die Beteiligung an einem Hochofenwerk ins Auge, um sein Stahlwerk von den Lieferungen fremden Roheisens unabhängig zu machen. Er bot den Gewerken der „privilegierten Eisenhütten-Gesellschaft“, die im selben Jahr in Letmathe gegründet worden war, den Mühlenplatz mit der zugehörigen Schlacht als Werksgelände an und trat der Gesellschaft als Aktionär bei. Der Standort am Ruhrufer war für das Vorhaben besonders vorteilhaft, da man die Wasserkraft des Flusses zum Antrieb der Gebläsemaschine des Hochofens hätte nutzen können. Treibende Kraft der „privilegierten Eisenhütten-Gesellschaft“ war der französische Baron Chevalier de Wendel, der die Hochofenwerke le Creusot als Bevollmächtigter der französischen Regierung geleitet hatte, vor der französischen Revolution aber nach Westfalen geflohen war. Er hatte die Vorzüge des Kokshochofens gegenüber dem damals auf dem Kontinent noch weit verbreiteten Holzkohlehochofens erkannt und hatte es sich und seinen Gewerken zum Ziel gesetzt,  auf der dann so genannten „Wittenschen Eisenhütte“ den ersten koksbefeuerten Hochofen an der Ruhr zu errichten.
Im folgenden Jahr kaufte die Gesellschaft einige Eisensteingruben, um die Rohstoffversorgung der Wittenschen Eisenhütte zu sichern. Ende 1801 kehrte der Baron de Wendel jedoch aufgrund einer Amnestie nach Frankreich zurück, wodurch die Gesellschaft ihren führenden Kopf verlor. Besonders im technischen Bereich konnten seine Fähigkeiten nicht ersetzt werden. Die Gewerken bemühten sich zwar, andere Fachleute zum Aufbau zu gewinnen, die aber alle scheiterten. Das Projekt der Wittenschen Eisenhütte wurde daher  gegen 1815 aufgegeben.
Seit 1809 führte Friedrich Lohmann d. Ä. Versuche zur Erzeugung von Tiegelstahl durch. Zwar war man in England zu dieser Zeit führend in der Tiegelstahlproduktion, die Versorgung mit englischem Tiegelstahl kam während des französisch-britischen  Krieges wegen der völligen Abriegelung Englands vom europäischen Markt durch die Kontinentalsperre 1806 aber zum Erliegen. Besonders in Frankreich und Deutschland bemühte man sich, die englische Technik nachzuerfinden und möglichst noch zu verbessern. 1812 schrieb Johann Friedrich Lohmann d. Ä. an den Freiherrn von Romberg  als den Präfekten des Ruhrdepartements, dass seine Versuche erfolgreich waren, und bat ihn, eine Probe seines Tiegelgussstahls an die französische „Gesellschaft zur Förderung der Nationalen-Industrie“ („Société d’Encouragement pour l’Industrie Nationale“) zu schicken. Im September 1812 unterrichtete der Präfekt Johann Friedrich Lohmann d. Ä. darüber, dass man dort über seinen Stahl trotz kleinerer Mängel ein günstiges Urteil gefällt habe, worauf Lohmann seine Versuche zur weiteren Verbesserung seines Gussstahls fortsetzte. Die fabrikmäßige Produktion von qualitativ gleichbleibend hochwertigem Tiegelgussstahl gelang aber erst dem Sohn Johann Friedrich Lohmann d. J. nach dem Tod des Vaters.
Lohmann heiratete am 2. November 1780 in Schwelm Maria Wilhelma Braselmann.
Das von Johann Friedrich Lohmann d. Ä. gegründete Unternehmen besteht als Friedr. Lohmann GmbH bis heute.